# Тревор Клевено
Трево́р Клевено́ (фр. Trévor Clévenot; нар. 28 червня 1994, Руаян) — французький волейболіст, догравальник, олімпійський чемпіон 2020 і 2024 років, гравець збірної Франції та клубу польської Плюс Ліги «Алюрон Варта» (Заверці).

## Життєпис
Улітку 2021 на правах оренди перейшов з італійського клубу «Ґас Салес» (П'яченца) до складу турецького клубу «Зіраатбанку» (Анкара). Однак у серпні 2021 року підписав контракт із польським клубом «Ястшембський Венґель» (Ястшембе-Здруй). Причиною цього стало те, що словенський гравець Тіне Урнаут, незважаючи на підписаний улітку 2021 року дворічний контракт із польським клубом, попросив керівництво «Ястшембського Венґеля» розірвати угоду за взаємною згодою, щоби продовжити кар'єру в петербурзькому «Зеніті». Чинний чемпіон Польщі отримав грошову компенсацію, Урнаут — вигідніший контракт.
У березні 2024 року ЗМІ повідомили, що Тревор підписав угоду з «Зіраат Банкаси» (Анкара), за який виступатиме із сезону 2024—22025.

### Досягнення
У збірній
- Олімпійський чемпіон 2020 і 2024 років.

Клубні
- Володар Суперкубка Польщі: 2021, 2022,
- Володар Кубка Польщі: 2024[7].